# Eleocharis montevidensis
Eleocharis montevidensis är en halvgräsart som beskrevs av Carl Sigismund Kunth. Eleocharis montevidensis ingår i släktet småsäv, och familjen halvgräs. Inga underarter finns listade i Catalogue of Life.